# Список стадионов команд Национальной футбольной лиги

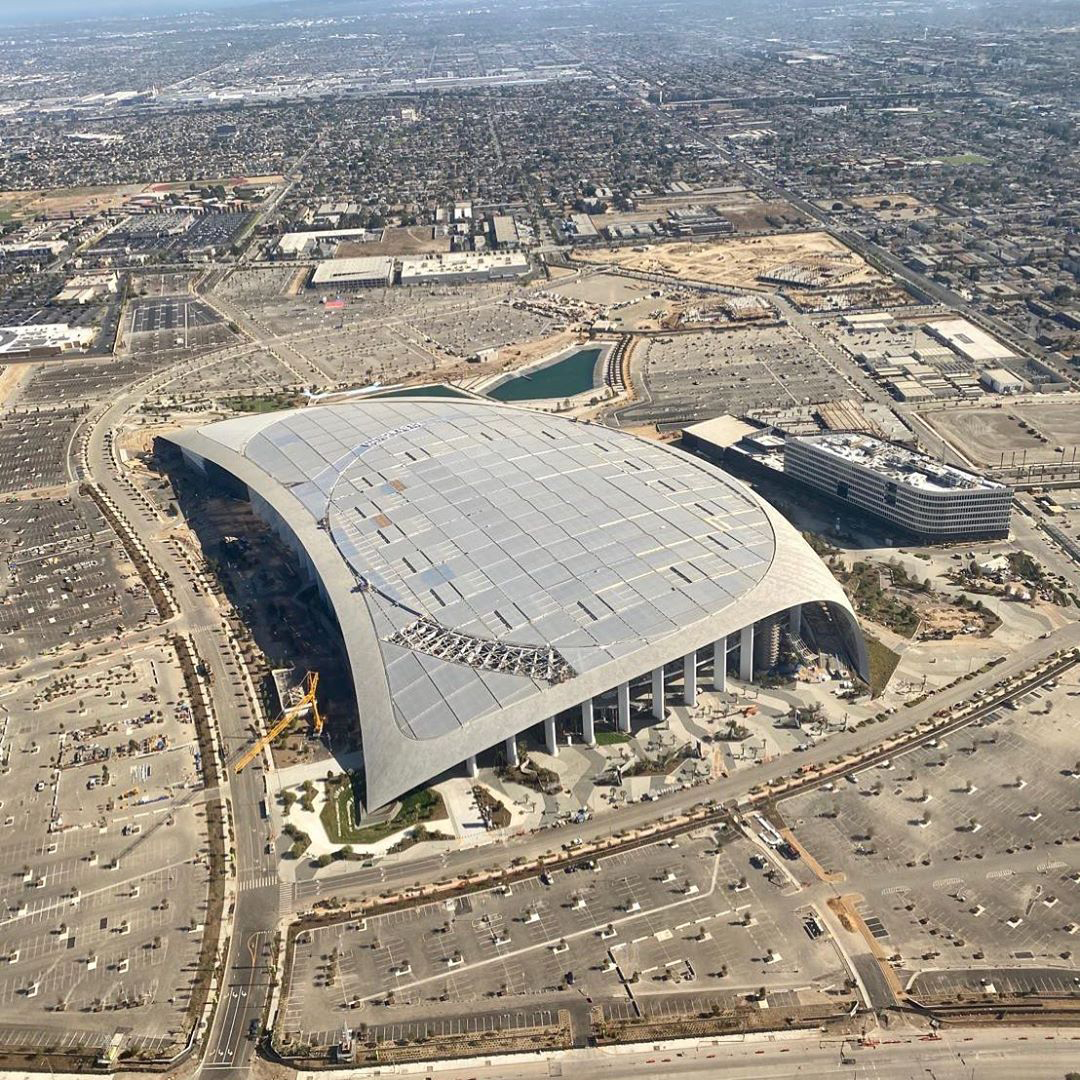
SoFi Stadium, открытие которого произошло в 2020 году. Домашний стадион команд Лос-Анджелес Рэмс» и «Лос-Анджелес Чарджерс

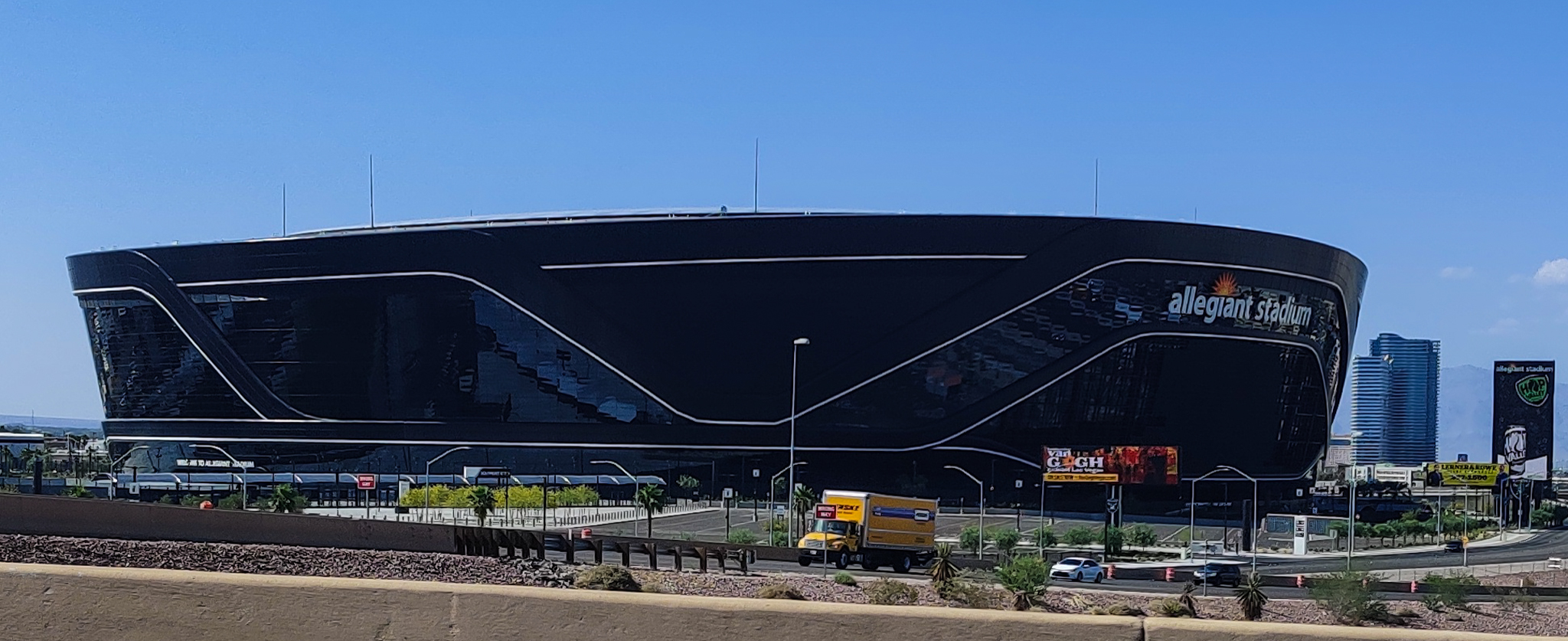
Allegiant Stadium, открытие которого произошло в 2020 году. Домашний стадион команды Лас-Вегас Рэйдерс

Эта статья представляет собой список стадионов Национальной футбольной лиги (НФЛ), отсортированных по вместимости, месторасположению, годам использования и домашним командам. Хотя в Национальной футбольной лиге  насчитывается 32 команды, стадионов в НФЛ всего 30 штатных, так как «Нью-Йорк Джайентс» и «Нью-Йорк Джетс» совместно используют стадион «MetLife Stadium», а «Лос-Анджелес Рэмс» и «Лос-Анджелес Чарджерс» — «SoFi Stadium».
Новейшими стадионами НФЛ на момент 2022 года являются SoFi Stadium в Инглвуде (штат Калифорния) где играют «Лос-Анджелес Рэмс» и «Лос-Анджелес Чарджерс». А а также Allegiant Stadium в Лас-Вегасе команды «Лас-Вегас Рэйдерс» который был открыт в сезоне 2020 года. Самым старым является Soldier Field в Чикаго который был открыт в 1924 году.
Также НФЛ использует несколько других стадионов на регулярной основе в дополнение к основным домашним аренам команд. В Великобритании по контракту на два расположенных в Лондоне стадиона — лондонские площадки - Tottenham Hotspur Stadium и Wembley Stadium — на них проводятся четырех игры регулярного сезона в рамках Международной серии НФЛ, которая продлится до 2020 года. В 2016 году в Estadio Azteca в Мехико также проходили игры Международной серии НФЛ в 2016, 2017 и 2019, и по контракту должна проводится одна игра до сезона 2021 года включительно. Кроме того Tom Benson Hall of Fame Stadium в Кантоне (штат Огайо), является местом проведения ежегодной выставкиPro Football Hall of Fame Game. С 2016 года на Camping World Stadium в Орландо, (штат Флорида) проводится Пробоул.
Большинство нынешних стадионов НФЛ продали права на свои названия корпорациям. По состоянию на предстоящий сезон 2020 года, только 4 из 30 стадионов лиги — Arrowhead Stadium, Lambeau Field, Paul Brown Stadium и Soldier Field — не используют названия, спонсируемые корпорациями.

## Характеристики стадиона
Стадионы представляют собой значительные расходы для сообщества, и следовательно их строительство, использование и финансирование часто попадают в публичный дискурс. Кроме того, учитывая очевидное преимущество, которое команда получает от игры на своём домашнем стадионе, в средствах массовой информации особое внимание уделяется особенностям среды каждого стадиона. Климат, игровая поверхность (естественный или искусственный газон) и тип крыши - все это даёт каждой команде преимущество на поле.
Стадионы могут быть открытыми, закрытыми или с раздвижной крышей. В случае раздвижной крыши команда хозяев определяет, будет ли крыша открываться или закрываться за 90 минут до начала. Открытая крыша остается открытой до конца матча за исключением осадков или молнии в непосредственной близости от стадиона, похолодания ниже +4°C или порывы ветра больше, чем 64 км/ч — в этих случаях операторы закрывают крышу.

### Вместимость
Самым вместительным независимо от проводимого на нём соревнования является AT&T Stadium — более 100 000 зрителей. В то время как во время проведения матчей НФЛ самым вместительным является MetLife Stadium — 82 500 человек. Самый маленький стадионSoldier Field — вместимостью 61 500 человек.
В своих обычных конфигурациях все 30 стадионов лиги вмещают не менее 60 000 зрителей; из них большинство (17) имеют менее 70 000 мест, а восемь имеют от 70 000 до 80 000 мест, а пять могут вместить 80 000 или более. В отличие от футбольных стадионов колледжей, крупнейший из которых может и регулярно вмещает более 100 000 зрителей, ни один стадион в лиге в настоящее время не может вместить более 82 500 зрителей. Команды редко строят свои стадионы далеко за порогом в 80 000 мест (и даже тогда, только на крупнейших рынках) из-за политики отключения в лиге, которая запрещает трансляцию любой игры НФЛ в пределах 75 миль от её внутреннего рынка, если на игру не продаются все не премиум места на стадионе. Политика была приостановлена с 2015–2019 гг., когда несколько команд играли на временных стадионах с вместимостью, намного превышающей обычный стадион. Неясно, будет ли эта приостановка продолжаться до 2020 года. В обратном направлении лига имеет твёрдый минимум на количество мест, которое должен иметь стадион НФЛ; с 1971 года лига не позволяла стадионам на 50 000 мест принимать постоянную команду НФЛ. В нормальных условиях все стадионы НФЛ являются местными.

## Список стадионов
| 000 | Стадион без крыши (открытый)   |
| 000 | Стадион со стационарной крышей |
| 000 | Стадион с раздвижной крышей    |

### Текущие стадионы
На некоторых стадионах может быть увеличена вместимость, чтобы принять больше зрителей на других мероприятиях, таких как концерты или конвенции. Официальные места для сидения не включают стоячие места.
| Изображение | Название                   | Вместимость | Локация                   | Покрытие                                    | Тип крыши  | Команда                                   | Открыт |               |
| ----------- | -------------------------- | ----------- | ------------------------- | ------------------------------------------- | ---------- | ----------------------------------------- | ------ | ------------- |
|             | Allegiant Stadium          | 65,000      | Парадайс, Невада          | Grass                                       | Закрытый   | Лас-Вегас Рэйдерс                         | 2020   | [ 3 ]         |
|             | Arrowhead Stadium          | 76,416      | Канзас-Сити, Миссури      | Бермудская трава                            | Открытый   | Канзас-Сити Чифс                          | 1972   | [ 4 ]         |
|             | AT&T Stadium               | 80,000      | Арлингтон, Техас          | Hellas Matrix Turf                          | Раздвижной | Даллас Ковбойс                            | 2009   | [ 5 ] [ 6 ]   |
|             | Bank of America Stadium    | 75,523      | Шарлот, Северная Каролина | Бермудская трава                            | Открытый   | Каролина Пэнтерс                          | 1996   | [ 7 ]         |
|             | CenturyLink Field          | 69,000      | Сиэтл, Вашингтон          | FieldTurf Revolution 360                    | Открытый   | Сиэтл Сихокс                              | 2002   | [ 9 ]         |
|             | Empower Field at Mile High | 76,125      | Денвер, Колорадо          | Кентукки блюграсс                           | Открытый   | Денвер Бронкос                            | 2001   | [ 10 ]        |
|             | FedExField                 | 82,000      | Лэндовер, Мэриленд        | Бермудская трава                            | Открытый   | Вашингтон Коммандерс                      | 1997   | [ 11 ]        |
|             | FirstEnergy Stadium        | 67,895      | Кливленд, штата Огайо     | Кентукки блюграсс                           | Открытый   | Кливленд Браунс                           | 1999   | [ 12 ] [ 13 ] |
|             | Ford Field                 | 65,000      | Детройт, Мичиган          | FieldTurf Classic HD                        | Закрытый   | Детройт Лайонс                            | 2002   | [ 14 ]        |
|             | Gillette Stadium           | 66,829      | Фоксборо, Массачусетс     | FieldTurf CORE                              | Открытый   | Нью-Ингленд Пэтриотс                      | 2002   | [ 15 ]        |
|             | Hard Rock Stadium          | 65,326      | Майами-Гарденс, Флорида   | Platinum TE Paspalum                        | Открытый   | Майами Долфинс                            | 1987   | [ 16 ]        |
|             | Heinz Field                | 68,400      | Питтсбург, Пенсильвания   | Кентукки блюграсс                           | Открытый   | Питтсбург Стилерз                         | 2001   | [ 17 ]        |
|             | Lambeau Field              | 81,441      | Грин-Бэй, Висконсин       | Desso GrassMaster                           | Открытый   | Грин-Бей Пэкерс                           | 1957   | [ 19 ]        |
|             | Levi's Stadium             | 68,500      | Санта-Клара, Калифорния   | смесь Бермудская трава / Плевел многолетний | Открытый   | Сан-Франциско Форти Найнерс               | 2014   | [ 20 ]        |
|             | Lincoln Financial Field    | 69,596      | Филадельфия, Пенсильвания | Desso GrassMaster                           | Открытый   | Филадельфия Иглз                          | 2003   | [ 22 ]        |
|             | Lucas Oil Stadium          | 67,000      | Индианаполис, Индиана     | Shaw Sports Momentum Pro                    | Раздвижной | Индианаполис Колтс                        | 2008   | [ 23 ]        |
|             | M&T Bank Stadium           | 71,008      | Балтимор, Мэриленд        | Бермудская трава                            | Открытый   | Балтимор Рэйвенс                          | 1998   | [ 24 ]        |
|             | Mercedes-Benz Superdome    | 73,208      | Новый Орлеан, Луизиана    | FieldTurf Revolution 360                    | Закрытый   | Нью-Орлеан Сэйнтс                         | 1975   | [ 25 ]        |
|             | Mercedes-Benz Stadium      | 71,000      | Атланта, Джорджия         | FieldTurf Revolution                        | Раздвижной | Атланта Фэлконс                           | 2017   | [ 27 ]        |
|             | MetLife Stadium            | 82,500      | Ист-Ратерфорд, Нью-Джерси | UBU Sports Speed Series S5-M Synthetic Turf | Открытый   | Нью-Йорк Джайентс ; Нью-Йорк Джетс        | 2010   | [ 29 ]        |
|             | New Era Field              | 71,608      | Орчард-Парк, Нью-Йорк     | A-Turf Titan 50                             | Открытый   | Баффало Биллс                             | 1973   | [ 30 ]        |
|             | Nissan Stadium             | 69,143      | Нашвилл, Теннесси         | Бермудская трава                            | Открытый   | Теннесси Тайтенс                          | 1999   | [ 31 ]        |
|             | NRG Stadium                | 72,220      | Хьюстон, Техас            | Hellas Matrix Turf                          | Раздвижной | Хьюстон Тексанс                           | 2002   | [ 33 ]        |
|             | Paul Brown Stadium         | 65,515      | Цинциннати, Огайо         | UBU Speed Series S5-M Synthetic Turf        | Открытый   | Цинциннати Бенгалс                        | 2000   | [ 34 ]        |
|             | Raymond James Stadium      | 65,890      | Тампа, Флорида            | Бермудская трава                            | Открытый   | Тампа-Бэй Бакканирс                       | 1998   | [ 35 ]        |
|             | SoFi Stadium               | 70,240      | Инглвуд, Калифорния       | Artificial turf                             | Закрытый   | Лос-Анджелес Рэмс ; Лос-Анджелес Чарджерс | 2020   | [ 36 ]        |
|             | Soldier Field              | 61,500      | Чикаго, Иллинойс          | Кентукки блюграсс                           | Открытый   | Чикаго Беарз                              | 1924   | [ 37 ]        |
|             | State Farm Stadium         | 63,400      | Глендейл, Аризона         | Бермудская трава                            | Раздвижной | Аризона Кардиналс                         | 2006   | [ 38 ]        |
|             | TIAA Bank Field            | 69,132      | Джэксонвилл, Флорида      | Бермудская трава                            | Открытый   | Джэксонвилл Джагуарс                      | 1995   | [ 39 ]        |
|             | U.S. Bank Stadium          | 66,655      | Миннеаполис, Миннесота    | UBU Speed Series S5-M Synthetic Turf        | Закрытый   | Миннесота Вайкингс                        | 2016   | [ 41 ]        |

### Дополнительные стадионы
| Изображение | Стадион                         | Вместимость | Локация                | Покрытие                   | Тип крыши               | Игры              | Открыт | Ссылки |
| ----------- | ------------------------------- | ----------- | ---------------------- | -------------------------- | ----------------------- | ----------------- | ------ | ------ |
|             | Camping World Stadium           | 65,000      | Орландо, Флорида       | AstroTurf GameDay Grass 3D | Открытый                | Pro Bowl          | 1936   |        |
|             | Estadio Azteca                  | 87,523      | Мехико, Мексика        | Grass                      | Открытый                | NFL Mexico Game   | 1966   |        |
|             | Tom Benson Hall of Fame Stadium | 22,364      | Кантон, Огайо          | FieldTurf Classic HD       | Открытый                | Hall of Fame Game | 1938   | [ 43 ] |
|             | Wembley Stadium                 | 86,000      | Лондон, Великобритания | Desso GrassMaster          | Частично раздвигающийся | NFL London Games  | 2007   |        |
|             | Tottenham Hotspur Stadium       | 62,062      | Лондон, Великобритания | Artificial turf            | Открытый                | NFL London Games  | 2019   | [ 44 ] |

### Будущие стадионы
| Стадион                      | Вместимость | Город, Штат                 | Покрытие        | Тип крыши              | Команды       | Открытие | Ссылки |
| ---------------------------- | ----------- | --------------------------- | --------------- | ---------------------- | ------------- | -------- | ------ |
| Future Buffalo Bills stadium | 60,000      | Орчард-Парк, Нью-Йорк       | Grass           | Открытая               | Buffalo Bills | 2027     | [ 45 ] |
| Arlington Heights Stadium    | 70,000+     | Arlington Heights, Illinois | Artificial Turf | В стадии строительства | Chicago Bears | 2033     | [ 46 ] |

## Notes
1. ↑  Soldier Field был открыт в 1924 году; Чикаго Беарз стали арендаторами в 1971 году; игровое поле и сиденье отремонтированы в 2003 году.
2. ↑  Camping World Stadium был открыт в 1936 году под названием Orlando Stadium; нижняя часть перестроена в 2014 году.
3. ↑  Tom Benson Hall of Fame Stadium был открыт в 1938 году под названием Fawcett Stadium; перестроен в 2015–2016 гг.
4. ↑  Количество мест на стадионе Уэмбли уменьшено с 90 000 во время игр НФЛ